# Gare de Kőbánya alsó
La gare de Kőbánya alsó (en hongrois : Kőbánya alsó vasútállomás) est une gare ferroviaire secondaire de Budapest.